# Minnigaff
Minnigaff ist eine Ortschaft in der schottischen Council Area Dumfries and Galloway. Sie ist nur durch den Cree von Newton Stewart getrennt und geht im Süden nahtlos in die Nachbargemeinde Creebridge über. Minnigaff liegt am Westrand der traditionellen Grafschaft Kirkcudbrightshire. Am rechten Ufer des Grenzflusses Cree beginnt die Grafschaft Wigtownshire. In Minnigaff mündet der Penkiln Burn in den Cree.

## Geschichte
Im 13. Jahrhundert befand sich am Zusammenfluss von Penkiln Burn und Cree eine Burg mit Motte. William Wallace stürmte den wahrscheinlich um 1208 entstandenen Wehrbau im Jahre 1298. Die erhaltenen Ruinen sind heute als Scheduled Monument geschützt. Ebenso sind die Ruinen der frühmittelalterlichen Kapelle direkt nördlich der Burg denkmalgeschützt.
Vor der Gründung von Newton Stewart im späten 17. Jahrhundert kam Minnigaff lokale Bedeutung zu. So wurde jeden Samstag ein Markt abgehalten, auf welchem sich die Familien aus der ländlichen Umgebung eindeckten. Mit dem außerhalb gelegenen Cumloden House entstand um 1820 eine Landvilla, welche den Earls of Galloway als Sommerquartier diente.
Nachdem im Rahmen der Zensuserhebung 1831 noch 1855 Personen in Minnigaff gezählt wurden, sank die Zahl in den folgenden Jahrzehnten. So wurden 1971 nur noch 658 Einwohner verzeichnet. 1936 wurde der Alfred-Nobel-Gedächtnispreisträger für Wirtschaftswissenschaften James Mirrlees in Minnigaff geboren.

## Verkehr
Minnigaff ist über die durch das benachbarte Creebridge verlaufende B7079 an das Straßennetz angebunden. Die B-Straße endet nahe der Einmündung der A712 (Crocketford–Creebridge) in die überregional bedeutende A75 (Stranraer–Gretna Green). Historisch war der Bau der Cree Bridge zwischen Creebridge und Newton Stewart als Teil der Fernstraße von Carlisle nach Portpatrick für den Verkehr von Minnigaff bedeutend. John Rennie zeichnet für den Entwurf der 1812 begonnenen Brücke verantwortlich. Nach der Verlegung der A75 nach Süden, führt die Brücke heute keine Fernverkehrsstraße mehr. Sie bindet Minnigaff jedoch an die A714 (Wigtown–Girvan) an.